# 葵花凤头鹦鹉新几内亚亚种
葵花凤头鹦鹉新几内亚亚种（学名：Cacatua galerita triton）是葵花凤头鹦鹉的四个亚种之一。1849年，荷兰动物学家康拉德·雅各·特明克首次描述了这种凤头鹦鹉。没有文件记载为什么特明克以triton命名它们，但有人认为是以19世纪沿荷属新几内亚海岸线航行的荷兰护卫舰Triton号来命名的
它们在其自然栖息地被认为是危害作物的害鸟。

## 简介
它们是白色的，有一个巨大的可以竖起的黄色羽冠。体长可达45到55厘米，重量达550到600克，寿命可达40年。该亚种与澳大利亚的葵花凤头鹦鹉指名亚种的不同之处在于，它们体形较小，冠羽较宽，眼周有淡蓝色而非白色的环。与指名亚种相比，它们的头部和喙相比身体的比例显得更大。尽管它们比阿鲁岛亚种更大、更重，但实际上，可能很难直观地区分这两个亚种。

## 分布
它们遍布新几内亚大部分地区和周边岛屿，包括巴布亚新几内亚西部群岛、当特尔卡斯托群岛和路易西亚德群岛。除阿鲁群岛外，在所罗门海西部地区的大多数岛屿也可以发现它们的身影。

## 栖息地

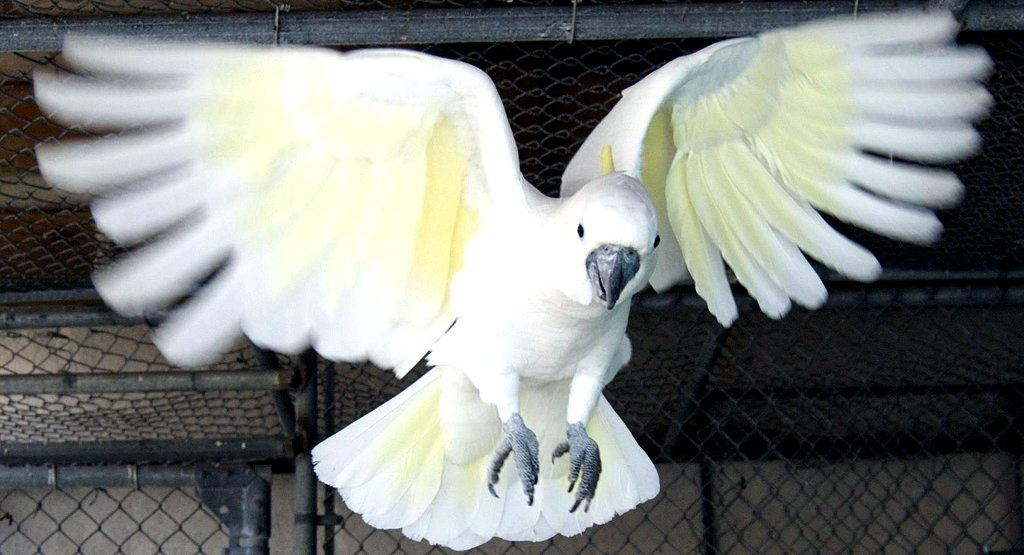
飞行中

它们几乎只生活在树上，很少发现超过6只的群体。它们喜欢在山坡上茂密的丛林中栖息，虽然大多常见于中低海拔地区，但在海拔1,850米以上的森林中也发现过它们的踪迹。

### 食物
它们主要吃种子、水果，偶尔也吃昆虫。

### 繁殖
5月至9月是它们的繁殖季节，在这期间它们变得具有攻击性、独居性和领地意识，就和大多数凤头鹦鹉一样。它们在树洞里筑巢，用树叶和藤蔓填充巢穴。一次产下2至3枚蛋，公鸟和母鸟一起孵化约26天后幼崽破壳。

## 养鸟业
和阿鲁岛亚种一样，葵花凤头鹦鹉新几内亚亚种的养殖业在欧洲和美国也很发达，人们可以买到手养的幼崽。

## 虚构作品
一只名叫弗雷德（Fred）的葵花凤头鹦鹉新几内亚亚种在20世纪70年代的美国电视剧《巴雷塔》（Baretta）中扮演了重要角色，它是主角的宠物。其实，剧组在拍摄过程中使用了两只叫“Lalah”和“Weird Harold”的鹦鹉来扮演弗雷德。